# Велоспорт на летних Олимпийских играх 2000 — командный спринт (мужчины)
Соревнования в командном спринте по велоспорту среди мужчин на летних Олимпийских играх 2000 прошли 17 сентября. Приняли участие 36 спортсменов из 12 стран. Командный спринт впервые был включён в программу Олимпийских игр.

## Призёры
| Золото                                       | Серебро                                             | Бронза                                      |
| Флориан Руссо Арно Турнан Лорен Гане Франция | Крис Хой Крэйг Маклин Джейсон Куэлли Великобритания | Гари Нейванд Шейн Иди Даррин Хилл Австралия |

## Соревнование

### Квалификация
Дистанция гонки состояла из 3 кругов. В следующий раунд проходили 8 лучших команд по времени.
| Место | Спортсмены                                                     | Время  | Отставание |
| ----- | -------------------------------------------------------------- | ------ | ---------- |
| 1     | Флориан Руссо Арно Турнан Лорен Гане (FRA)                     | 44,425 | +0:00      |
| 2     | Крис Хой Крэйг Маклин Джейсон Куэлли (GBR)                     | 44,659 | +0,234     |
| 3     | Гари Нейванд Шейн Иди Даррин Хилл (AUS)                        | 44,719 | +0,294     |
| 4     | Лампрос Василопулос Димитриос Георгалис Клеантис Баргкас (GRE) | 45,207 | +0,782     |
| 5     | Нарихиро Инамура Юичиро Камиями Томохиро Нгацука (JPN)         | 45,406 | +0,981     |
| 6     | Виестурс Берзинс Айнарс Киксис Иво Лакакс (LAT)                | 45,589 | +1,164     |
| 7     | Петер Базалик Ян Лепка Ярослав Ерабек (SVK)                    | 45,659 | +1,234     |
| 8     | Йенс Фидлер Серён Лаусберг Штефан Нимке (GER)                  | 45,701 | +1,276     |
| 9     | Хосе Антонио Эскуредо Хосе Виллануэва Сальвадор Мелия (ESP)    | 45,799 | +1,374     |
| 10    | Конрад Чайковски Гжегож Крейнер Марцин Ментки (POL)            | 46,186 | +1,761     |
| 11    | Павел Буран Мартин Полак Иван Врба (CZE)                       | 46,276 | +1,851     |
| 12    | Кристиан Арруе Джон Бэйрос Джонас Карин (USA)                  | 46,337 | +1,912     |

### Четвертьфинал
Четвертьфинальные пары определялись по результатам квалификации. В финал прошли две команды, показавшие лучший результат среди победителей пар. Оставшиеся два победителя разыгрывали бронзовую медаль.
| Место | Спортсмен                                                         | Результат |
| ----- | ----------------------------------------------------------------- | --------- |
| 4     | Греция Лампрос Василопулос, Димитриос Георгалис, Клеантис Баргкас | 45,079    |
| 5     | Япония Нарихиро Инамура, Юичиро Камиями, Томохиро Нгацука         | 45,264    |

| Место | Спортсмен                                          | Результат |
| ----- | -------------------------------------------------- | --------- |
| 3     | Австралия Гари Нейванд, Шейн Иди, Даррин Хилл      | 44,745    |
| 8     | Латвия Виестурс Берзинс, Айнарс Киксис, Иво Лакакс | 46,525    |

| Место | Спортсмен                                             | Результат |
| ----- | ----------------------------------------------------- | --------- |
| 2     | Великобритания Крис Хой, Крэйг Маклин, Джейсон Куэлли | 44,517    |
| 6     | Словакия Петер Базалик, Ян Лепка, Ярослав Ерабек      | 45,523    |

| Место | Спортсмен                                          | Результат |
| ----- | -------------------------------------------------- | --------- |
| 1     | Франция Флориан Руссо, Арно Турнан, Лорен Гане     | 44,302    |
| 7     | Германия Йенс Фидлер, Серён Лаусберг, Штефан Нимке | 45,537    |

### За 3-е место
| Место | Спортсмен                                                         | Результат |
| ----- | ----------------------------------------------------------------- | --------- |
| 3     | Австралия Гари Нейванд, Шейн Иди, Даррин Хилл                     | 45,161    |
| 4     | Греция Лампрос Василопулос, Димитриос Георгалис, Клеантис Баргкас | 45,332    |

### Финал
| Место | Спортсмен                                             | Результат |
| ----- | ----------------------------------------------------- | --------- |
| 1     | Франция Флориан Руссо, Арно Турнан, Лорен Гане        | 44,233    |
| 2     | Великобритания Крис Хой, Крэйг Маклин, Джейсон Куэлли | 44,680    |

## Итоговое положение
1.  Франция 

2.  Великобритания 

3.  Австралия 

4.  Греция 

5.  Япония 

6.  Словакия 

7.  Германия 

8.  Латвия 

9.  Испания 

10.  Польша 

11.  Чехия 

12.  США